# MSN Explorer
MSN Explorer is een webbrowser en internet suite ontwikkeld door Microsoft om alle diensten van MSN zoals MSN Hotmail en Windows Live Messenger in één venster te gebruiken. Het was sterk geïntegreerd met Windows en Windows Live Messenger.
MSN Explorer was een vereenvoudigde versie van Internet Explorer voor beginners. Vanaf MSN Explorer 9 was er enkel nog een betaalde variant, voorheen was de webbrowser freeware.